# Fort Lauderdale, Florida
Fort Lauderdale hay Pháo đài Lauderdale, được biết đến như "Venice của Mỹ" nhờ hệ thống kênh rộng rãi và phức tạp của thành phố, là thành phố nằm tại Quận Broward, Florida, Hoa Kỳ. Thành phố đôi khi được nhắc đến như "Fort Liquordale" bởi những bãi biển, những quán bar, hộp đêm, và toàn bộ không khí tiệc tùng của nó. Theo sự điều tra số dân của Mỹ năm 2005, thành phố có tổng cộng 170.823 người.

## Chính quyền

### Danh sách thị trưởng của Fort Lauderdale
Danh sách này chưa đầy đủ
- 1991 - đến nay Jack Seiler
- 1991 - 2009 Jim Naugle
- 1988 - 1991 Robert Cox
- 1975 - 1981 E. Clay Shaw, Jr.
- 1973 - 1975 Virginia Young
- 1965 Cy Young
- 1956 - 1959 Porter G. Reynolds
- 1954 C. M. Carlisle
- 1953 Lewis E. Moore
- 1926 J.W. "Jack" Tidball
- 1911 - William H. Marshall (thị trưởng đầu tiên)

## Địa lý

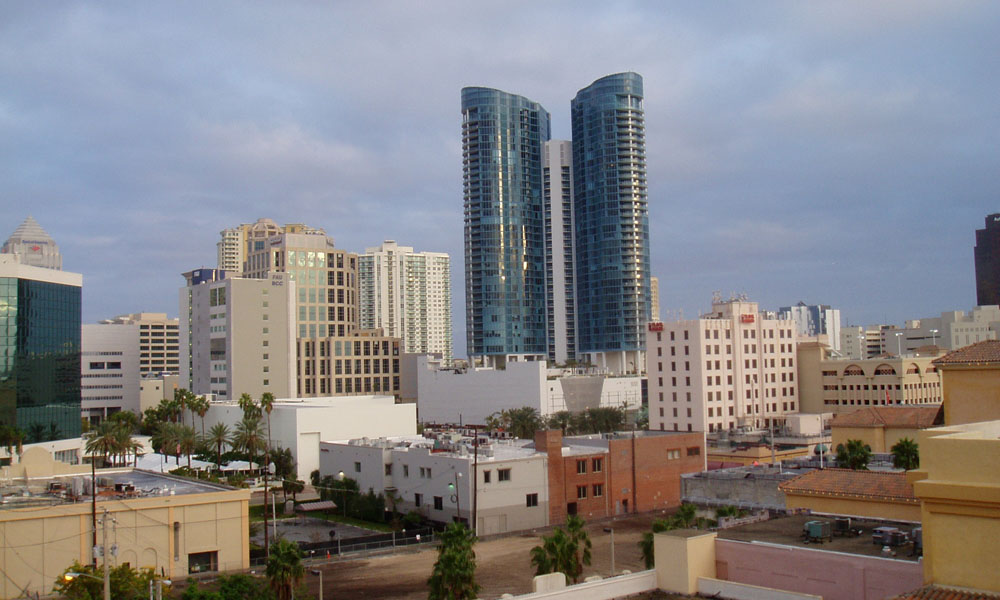
Toàn cảnh Fort Lauderdale từ trên cao

## Kinh tế

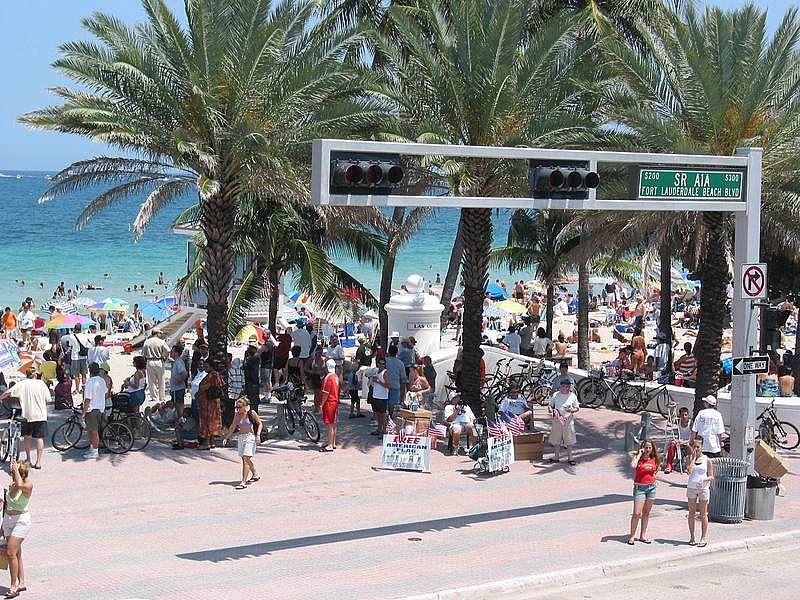
Phía tây thành phố.